# Château-Porcien

 Château-Porcien  es una población y comuna francesa, en la región de Champaña-Ardenas, departamento de Ardenas, en el distrito de Rethel y cantón de Château-Porcien.
El Príncipe Alberto II de Mónaco heredó el título de Príncipe de Château-Porcien del Cardenal Mazarino.

## Demografía
| 925 | 1006 | 1156 | 1281 | 1302 | 1285 |
| Para los censos de 1962 a 1999 la población legal corresponde a la población sin duplicidades (Fuente: INSEE [Consultar]) |      |      |      |      |      |